# ファビオ・シウバ
ファビオ・シウバ（Fabio Silva、1982年3月31日 - ）は、ブラジルの男性総合格闘家。シュートボクセ・アカデミー所属。
ヴァンダレイ・シウバを非常に尊敬しており、選手コール時にクネクネと手首を動かすヴァンダレイと同様の仕草を行う。

## 来歴
ブラジルで開催されているシュートボクセ・アカデミー主催の大会「Storm Samurai」「Meca World Vale Tudo」で5連勝。
2007年5月30日、初参戦となるパンクラスで川村亮と対戦。1R序盤に川村のパンチで鼻血を出したが、その後は激しい打撃戦となり最後はスタンドパンチ連打でダウンを奪いKO勝ち。川村にキャリア初黒星を付けた。
2007年7月16日、HERO'Sで試合を行ったアンドレ・ジダのセコンドとして来日。前日の計量会場でメルヴィン・マヌーフに「勝負しようぜ」と挑戦状を叩きつけた。
2007年9月17日、初参戦となったHERO'Sで7月に挑戦状を叩きつけたメルヴィン・マヌーフと対戦。フックで倒れたところにパウンドで追撃されTKO負け。試合後、「レフェリーストップが早い」と判定への不満を漏らした。また、試合前日に新宿ステーションスクエアで行われた公開記者会見では額を付けての激しい睨み合いになり最後には胸を突き飛ばし殴り合いになるところだったのをジダらに制止されるというトラブルを起こした。
2007年10月28日、HERO'S KOREA 2007でユン・ドンシクと対戦。序盤からグラウンドの攻防が続き、膠着ブレイクからスタンドでの再開となるが、タックルでテイクダウンを奪われ腕ひしぎ十字固めで一本負け。
2008年6月8日、戦極初参戦となった戦極 〜第三陣〜で高橋和生と対戦し、右膝蹴りでKO勝ち。

## 戦績
| 総合格闘技 戦績 | 総合格闘技 戦績 | 総合格闘技 戦績 | 総合格闘技 戦績 | 総合格闘技 戦績 | 総合格闘技 戦績 | 総合格闘技 戦績 |
| --------------- | --------------- | --------------- | --------------- | --------------- | --------------- | --------------- |
| 19 試合         | (T)KO           | 一本            | 判定            | その他          | 引き分け        | 無効試合        |
| 13 勝           | 9               | 1               | 3               | 0               | 0               | 0               |
| 6 敗            | 2               | 1               | 3               | 0               | 0               | 0               |

| 勝敗 | 対戦相手                 | 試合結果                            | 大会名                                             | 開催年月日     |
| ×    | ルイス・カーニ           | 5分3R終了 判定0-3                   | Standout Fighting Tournament 2                     | 2013年11月29日 |
| ○    | ヘナン・フェット         | 2R 3:58 KO（打撃）                  | Predador FC 24                                     | 2013年8月9日   |
| ○    | 川村亮                   | 1R 2:28 TKO（タオル投入）           | 戦極 〜第十陣〜                                    | 2009年9月23日  |
| ×    | キング・モー             | 3R 0:41 TKO（パウンド）             | 戦極 〜第六陣〜                                    | 2008年11月1日  |
| ○    | 高橋和生                 | 2R 0:24 KO（右膝蹴り）              | 戦極 〜第三陣〜                                    | 2008年6月8日   |
| ×    | ユン・ドンシク           | 1R 6:12 腕ひしぎ十字固め            | HERO'S KOREA 2007                                  | 2007年10月28日 |
| ×    | メルヴィン・マヌーフ     | 1R 1:00 TKO（パウンド）             | HERO'S 2007 ミドル級世界王者決定トーナメント決勝戦 | 2007年9月17日  |
| ○    | クラウディオ・ゴドイ     | 2R 0:08 KO（膝蹴り）                | Predador FC 6                                      | 2007年8月25日  |
| ○    | 川村亮                   | 2R 3:43 KO（スタンドパンチ連打）    | PANCRASE 2007 RISING TOUR                          | 2007年5月30日  |
| ○    | ジノ・ヴィタレ＝サンソチ | 5分3R終了 判定3-0                   | Predador FC 5: Kamae                               | 2007年4月21日  |
| ○    | ジョルジ・ベゼハ         | 5分3R終了 判定3-0                   | Storm Samurai 11                                   | 2006年5月21日  |
| ○    | ハファエル・タトゥ       | 5分3R終了 判定3-0                   | Meca Fighting Championship 12                      | 2005年7月9日   |
| ○    | アヴァロン・フィリョ     | 1R 3:52 TKO（サッカーボールキック） | Storm Samurai 7                                    | 2005年6月11日  |
| ○    | ジヴィノ・ロペス         | 1R 3:32 フロントチョーク            | Shooto Brazil: New Generation                      | 2004年11月28日 |
| ○    | ユグエム・トマ           | 1R KO（膝蹴り）                     | Storm Samurai 4                                    | 2004年8月7日   |
| ×    | アントニオ・カヌード     | 5分3R終了 判定0-3                   | Real Fight 1                                       | 2004年7月30日  |
| ×    | ジェフェルソン・ガウショ | 5分3R終了 判定1-2                   | CO: Muay Thai & Vale Tudo                          | 2004年5月2日   |
| ○    | エメルソン・グラシャイン | 2R 0:45 KO                          | Storm Samurai 3                                    | 2004年4月18日  |
| ○    | ジェフェルソン・ガウショ | 1R終了時 TKO（ドクターストップ）    | Challenge Original Brazilian Vale Tudo 2           | 2003年12月20日 |